# Lertha barbarus
Lertha barbarus là một loài côn trùng trong họ Nemopteridae thuộc bộ Neuroptera. Loài này được Klug miêu tả năm 1838.